# Obersteigen

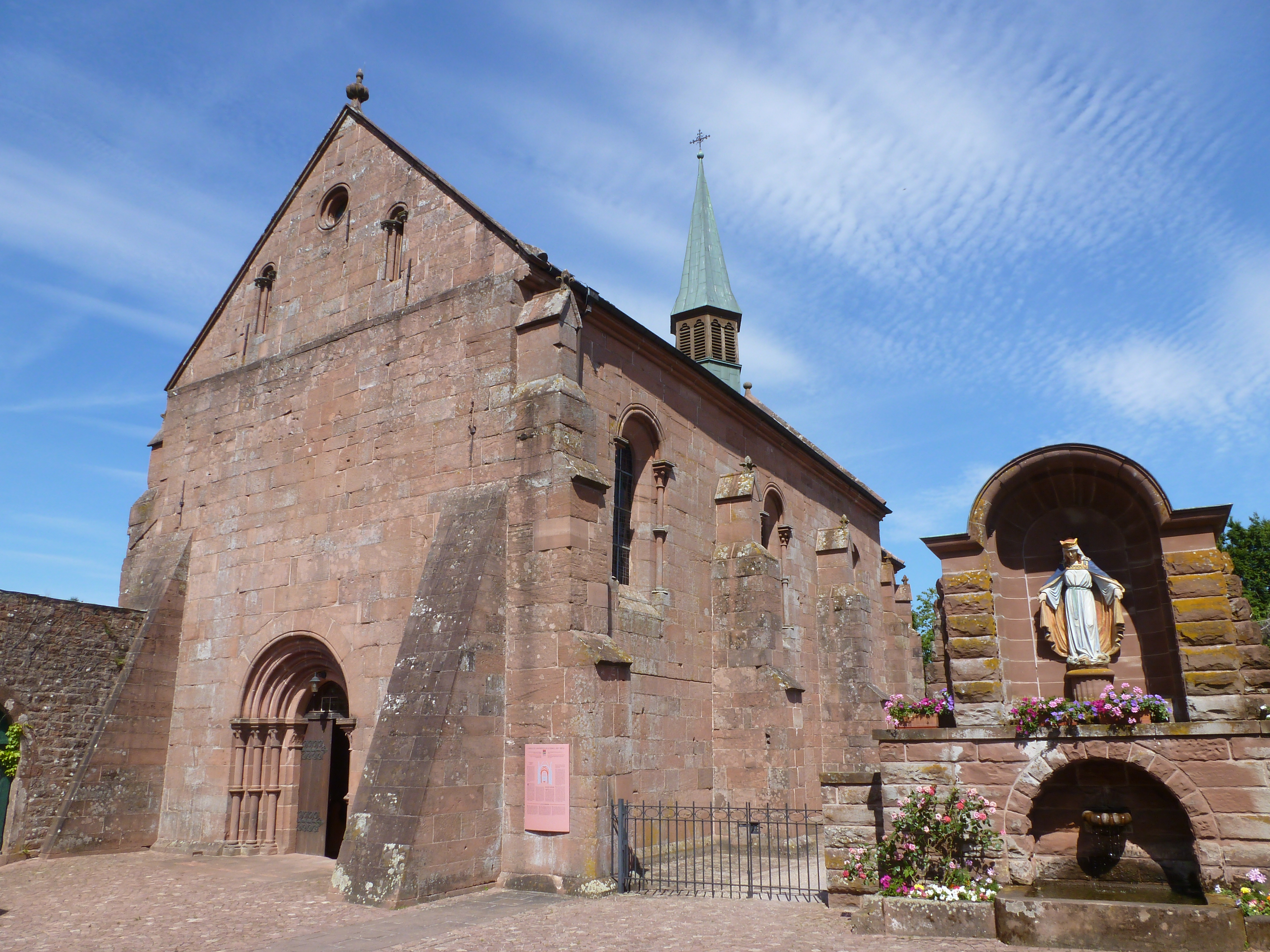
Chapelle Sainte-Marie-de-l'Assomption.

Obersteigen est un hameau de la commune de Wangenbourg-Engenthal, dans le Bas-Rhin. À la limite régionale avec la Lorraine marquée par le col du Valsberg (652 m) à 3 km, le hameau se situe à la croisée de la route reliant la vallée de la Bruche à Saverne (RD 218) et de celle menant de Wasselonne à Dabo et Sarrebourg (RD 224 puis RD 45).
La chapelle Sainte-Marie-de-l'Assomption, classée aux Monuments historiques en 1862, est un édifice en grès datant du XIIIe siècle et faisait partie du monastère d'Obersteigen dont sont encore visibles le réfectoire, une tour de guet ainsi que l'ancienne maison du prieur. Par ailleurs, une conduite d'eau en grès des Vosges est encore en place dans la forêt voisine.
Obersteigen a été une commune éphémère, rattachée avant 1794 à Engenthal.